# NGC 1791
NGC 1791 je otvoreni skup u zviježđu Stolu. 

## Vanjske poveznice
- SEDS: NGC 1791